# 望见青空之丘
《望见青空之丘》（青空の見える丘）是feng製作並在2006年4月21日发售的18禁恋爱冒险游戏。

## 角色

### 主要角色
今井秀樹（声优：朴璐美（广播CD））
西村春菜（声优：鈴田美夜子）
西村小夏（声優：成瀬未亜）
速水伊織（声優：安玖深音）
（声优：九条信乃）
藤宮翠（声优：加賀ヒカル）

### 其他角色
御代柊花（声优：近藤千佳）
（声优：佐本二厘）
瀧澤光一（声优：先割れスプーン）
冴島（声优：非公開）
葉山（声优：非公開）
藤宮聖（声优：加賀ヒカル）

## 主題曲
片頭曲「青空の見える丘で」
作詞：サイトウケンジ，作曲、編曲：黒須克彦，歌：橋本美雪
片尾曲「さかみち」
作詞：feng，作曲、編曲：景家淳，歌：橋本美雪

## 工作人员
- 原画：涼香、和泉つばす、澤野明（SD）
- 劇本：サイトウケンジ
- 音樂：猫野こめっと

## 相關作品
書籍
- （一迅社、ISBN 4-7580-1064-1）[2]

CD
- （Lantis）

## 評價
《望见青空之丘》在日本美少女游戏与动画相关商品销售网站Getchu.com的2006年4月销量榜上排名第4名，2006年全年排名第27名。